# Philippe Harel

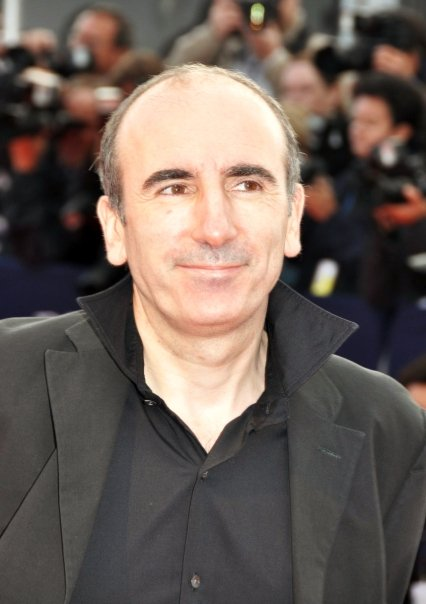
Philippe Harel 2009

Philippe Harel (* 22. Dezember 1956 in Paris) ist ein französischer Filmregisseur, Drehbuchautor und Filmschauspieler.

## Leben
Harel studierte zunächst ein Jahr Schöne Künste, bevor er sich dem Theater und der Kameraarbeit zuwandte. Er war von 1975 bis 1985 als Kameramann und Schnittmeister für Fernsehreportagen, Nachrichtenclips und Werbefilme tätig. Zudem führte er am Theater Regie und veröffentlichte 1980 mit Tentative d’échec seinen ersten Kurzfilm. Ab 1980 war Harel auch in kleinen Rollen in Film und Fernsehen zu sehen.
Nach mehreren Kurzfilmen, bei denen er Regie führte und auch das Drehbuch schrieb, hatte er seinen ersten größeren Erfolg mit dem 1989 veröffentlichten Kurzfilm Deux pièces/cuisine, der 1990 für einen César in der Kategorie Bester Kurzfilm nominiert wurde. Harel drehte anschließend den Mittellangfilm Un été sans histoires, der 1992 erschien und für den er 1993 den Prix SACD Nouveau talent gewann, und gab 1994 mit Die Geschichte des Jungen, der geküßt werden wollte sein Langfilmregiedebüt. Er verfasste das Drehbuch für Pierre Salvadoris zweiten Langfilm Die Anfänger, der sein bis dahin größter Langfilmerfolg wurde. In Die Anfänger und Salvadoris Erstlingswerk Der Killer und das Mädchen übernahm Harel zudem kleine Nebenrollen. Eine zweite César-Nominierung für den besten Kurzfilm erhielt Harel 1997 für Un visite mit Karin Viard in der Hauptrolle. Es ist sein bisher letzter Kurzfilm.
Harels 1997 veröffentlichter Film Die verbotene Frau, für den er mit Eric Assous das Drehbuch schrieb und in dem er eine Nebenrolle übernahm, lief im Wettbewerb um die Goldene Palme der Internationalen Filmfestspiele von Cannes. Mit 1,5 Millionen Zuschauern in Frankreich wurde Singles unterwegs aus dem Jahr 1997 Harels größter Publikumserfolg; mit Les randonneurs à Saint-Tropez erschien 2008 eine Fortsetzung. Harel kehrte 1998 zu seinen Wurzeln zurück und drehte mit Journalist Denis Robert den Dokumentarfilm Journal intime des affaires en cours über Korruptionsaffären in der Politik. Die 2001 veröffentlichte Tragikomödie Das Rennrad wurde auf dem Festival Internacional de Cine de San Sebastián mit dem Preis für das beste Drehbuch ausgezeichnet.
Regelmäßig war Harel auch als Schauspieler in Nebenrollen zu sehen. In der Verfilmung von Michel Houellebecqs Ausweitung der Kampfzone, die 1999 erschien, war Harel in einer Hauptrolle zu sehen und führte Regie. Houellebecq verfasste für Harel später ein Drehbuch seines Romans Elementarteilchen, doch blieb die Verfilmung unrealisiert.
Seit 2008 ist Harel seltener vor und hinter der Kamera zu sehen. Seine beiden bisher letzten Regiearbeiten,  Die Tage unter Null (2015) und Verratenes Glück (2018), entstanden für das Fernsehen. Harel ist mit Romanautorin und Szenaristin Sylvie Bourgeois (* 1961) verheiratet, mit der er gelegentlich auch zusammenarbeitet.

## Filmografie

### Als Darsteller
- 1980: Aéroport (TV-Serie, eine Folge)
- 1980: Médecins de nuit (TV-Serie, eine Folge)
- 1985: Fin de série (Kurzfilm)
- 1992: Un été sans histoires
- 1993: Der Killer und das Mädchen (Cible émouvante)
- 1994: Tina et le revolver (Kurzfilm)
- 1995: Die Anfänger (Les apprentis)
- 1995: Suivez le bébé (Kurzfilm)
- 1995: Les fleurs de Maria Papadopylou (Kurzfilm)
- 1996: Das Leben: Eine Lüge (Un héros très discret)
- 1997: Singles unterwegs (Les randonneurs)
- 1997: Die verbotene Frau (La femme défendue)
- 1999: Schöne Venus (Vénus beauté (institut))
- 1999: Ausweitung der Kampfzone (Extension du domaine de la lutte)
- 2001: Reines d’un jour
- 2002: Comment tu t'appelles? (Kurzfilm)
- 2002: Sexes très opposés
- 2003: Willkommen in der Provençe (Bienvenue au gîte)
- 2008: Les randonneurs à Saint-Tropez
- 2011: Une folle envie
- 2014: Er liebt mich, er liebt mich nicht – Toujours l’amour (Tu veux … ou tu veux pas?)

### Als Regisseur
- 1980: Tentative d’échec (Kurzfilm)
- 1984: Mon inconnue (Kurzfilm) – auch Drehbuchautor
- 1985: Fin de série (Kurzfilm) – auch Drehbuchautor
- 1989: Deux pièces/cuisine (Kurzfilm) – auch Drehbuchautor
- 1992: Un été sans histoires – auch Drehbuchautor
- 1994: Die Geschichte des Jungen, der geküßt werden wollte (L’histoire du garçon qui voulait qu’on l’embrasse) – auch Drehbuchautor
- 1995: Die Anfänger (Les apprentis) – nur Drehbuchautor
- 1996: Une visite (Kurzfilm) – auch Drehbuchautor
- 1997: Singles unterwegs (Les randonneurs) – auch Drehbuchautor
- 1997: Die verbotene Frau (La femme défendue) – auch Drehbuchautor
- 1998: Journal intime des affaires en cours (Dokumentarfilm)
- 1999: Ausweitung der Kampfzone (Extension du domaine de la lutte) – auch Drehbuchautor
- 2001: Das Rennrad (Le vélo de Ghislain Lambert) – auch Drehbuchautor
- 2003: Tristan
- 2005: Tu vas rire, mais je te quitte – auch Drehbuchautor
- 2008: Les randonneurs à Saint-Tropez – auch Drehbuchautor
- 2015: Die Tage unter Null (Les heures souterraines) (TV) – auch Drehbuchautor
- 2018: Verratenes Glück (Un adultère) (TV)

## Auszeichnungen
- 1989: César-Nominierung, Bester Kurzfilm, für Deux pièces/cuisine
- 1990: Bester fiktionaler Kurzfilm im internationalen Wettbewerb und Preis der International Federation of Film Societies, Internationales Kurzfilmfestival Tampere, für Deux pièces/cuisine
- 1993: Prix SACD Nouveau talent für Un été sans histoires
- 1996: Spezialpreis der Jury im nationalen Wettbewerb, Festival du Court-Métrage de Clermont-Ferrand, für Une visite
- 1997: César-Nominierung, Bester Kurzfilm, für Une visite
- 1997: Nominierung Goldene Palme, Internationale Filmfestspiele von Cannes, für Die verbotene Frau
- 2000: Nominierung Gold Hugo für den besten Spielfilm, Chicago International Film Festival, für Ausweitung der Kampfzone
- 2001: Nominierung Goldene Muschel und Drehbuchpreis, Festival Internacional de Cine de San Sebastián, für Das Rennrad
- 2004: Nominierung bester Film im internationalen Wettbewerb, Festival Internacional de Cine de Mar del Plata, für Tristan